# وانغ منغ
وانغ منغ (بالصينية: 王濛) (Wang Meng (speed skater)) هي لاعبة أولمبية لرياضة التزلج السريع للمسافات القصيرة من الصين. شاركت في الأولمبياد الشتوي في 2006–2010، وفازت بما مجموعه 6 ميداليات.

## الميداليات
| ذهبية | فضية | برونزية | المجموع |
| 4     | 1    | 1       | 6       |

## روابط خارجية
- وانغ منغ على موقع اللجنة الأولمبية الدولية (الإنجليزية)
- وانغ منغ على موقع أوليمبيديا (الإنجليزية)
- وانغ منغ على موقع اللجنة الأولمبية الصينية (الإنجليزية)